# 元洲仔

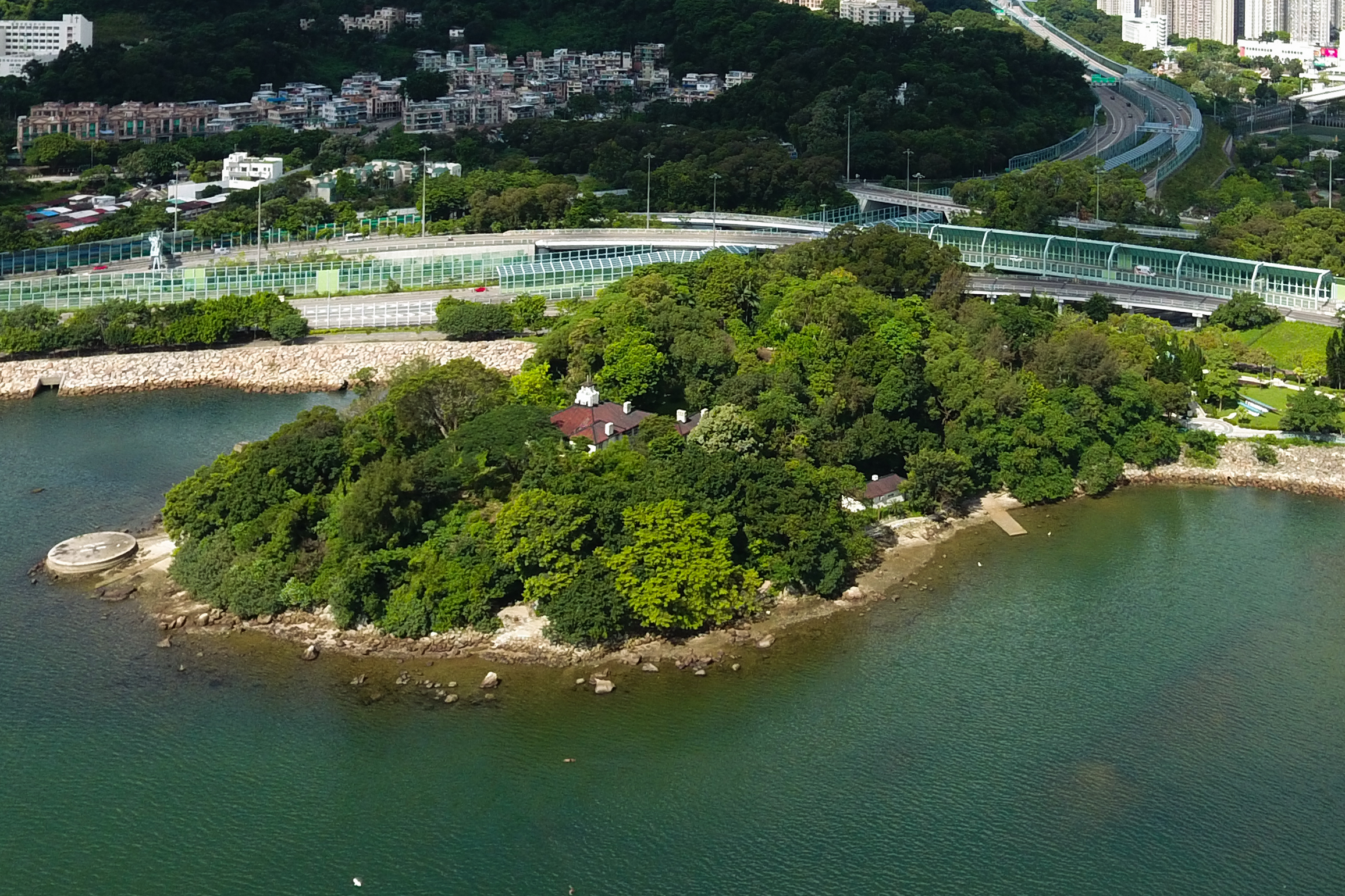
元洲仔

元洲仔（英語：Yuen Chau Tsai），是香港昔日的一個島嶼，位於新界大埔新市鎮東部，吐露港西北一帶，地區行政上屬於大埔區。
963年，南漢在大埔置媚川都，在大埔海（即今吐露港）採集珍珠，多聚集於元洲仔一帶，到了宋朝時為巔峰，與廣東合浦（即今日廣西北海市合浦縣）齊名。採珠事業一直持續至明朝中葉才日漸式微。
1905年，當時的香港政府在元洲仔上興建新界理民官官邸，後改為政務司官邸。當時島嶼與內陸有一條基堤相連。島嶼在1970年代末期發展大埔新市鎮進行填海工程時，被填海夷平。現時該處已發展為居屋宏福苑。（宏福苑為填海地，島嶼未有夷平，吐露港公路大埔起點旁大王爺廟所在地，即為該島所在，填海後已連陸。）

## 古蹟

### 前政務司官邸
前政務司官邸是一座典型的傳統英國殖民地式建築，整座建築以紅色石灰和紅磚砌成，樓高2層，並建有游廊。另一個主要特色，就是屋頂設有一座燈塔，早年於晚上為吐露港行駛的船隻引航。
香港政府於元洲仔興建新界理民官官邸，並於1905年落成。1949年，該建築物改名為香港政務司官邸。1982年，它被列入香港法定古蹟。自從1985年升任為香港布政司的鍾逸傑搬出後，香港政府便停止了它作為官邸的用途。1986年，交由世界自然(香港)基金會，發展成一個自然環境保護研究中心。

### 大王爺廟
大王爺廟位於前政務司官邸旁邊，前身為深圳河北岸的赤尾村村民在元洲仔北岸豎立的一塊碑石。到了清朝末年，由大埔五姓(蘇，徐，李，鍾，石)漁民發起募捐，在現址移碑建廟。該廟在1988年曾進行重建。

## 流行文化
《賭俠2之上海灘賭聖》中的直升機坪是於元洲仔取景。

## 圖片庫

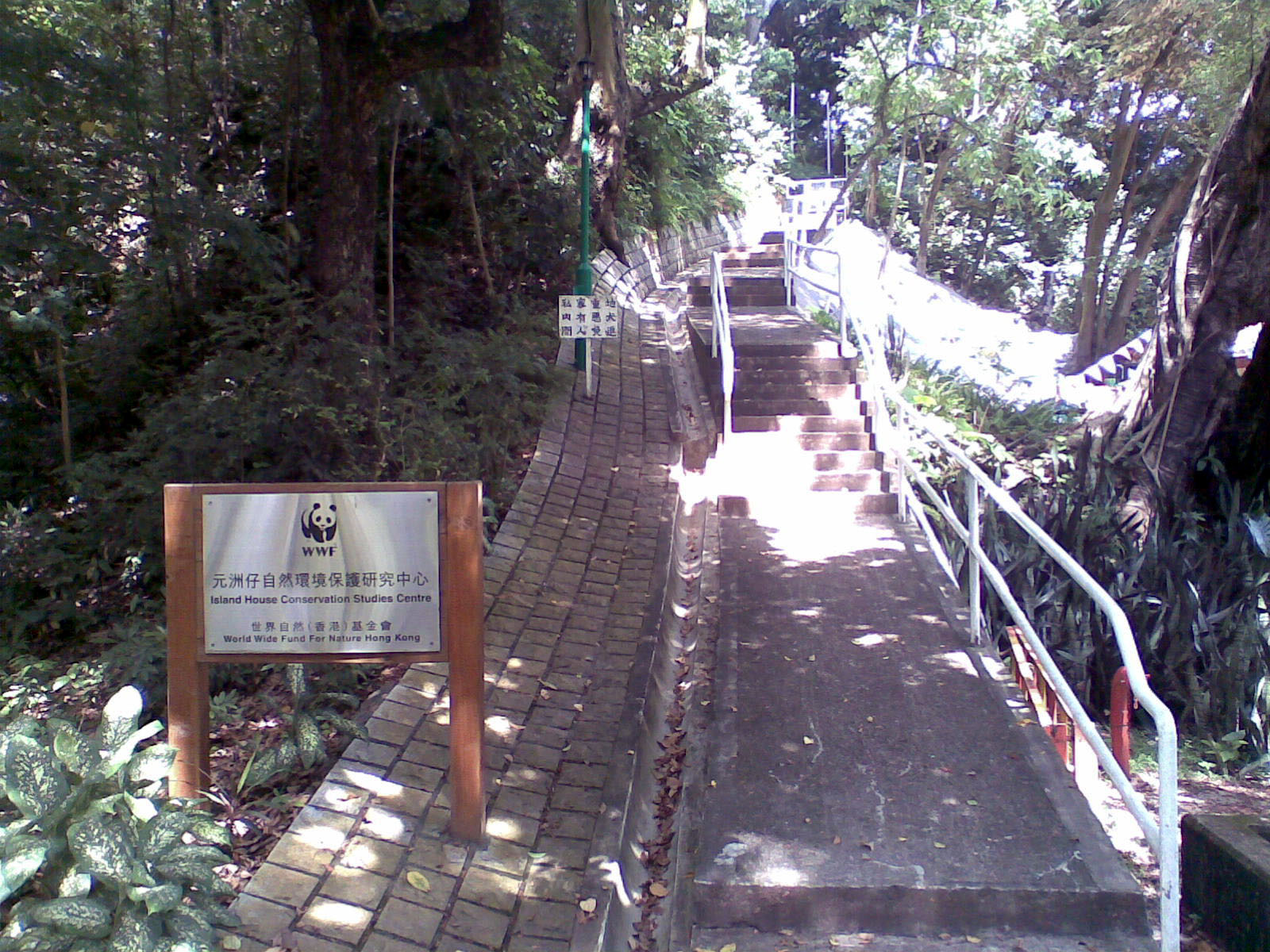
世界自然(香港)基金會名牌
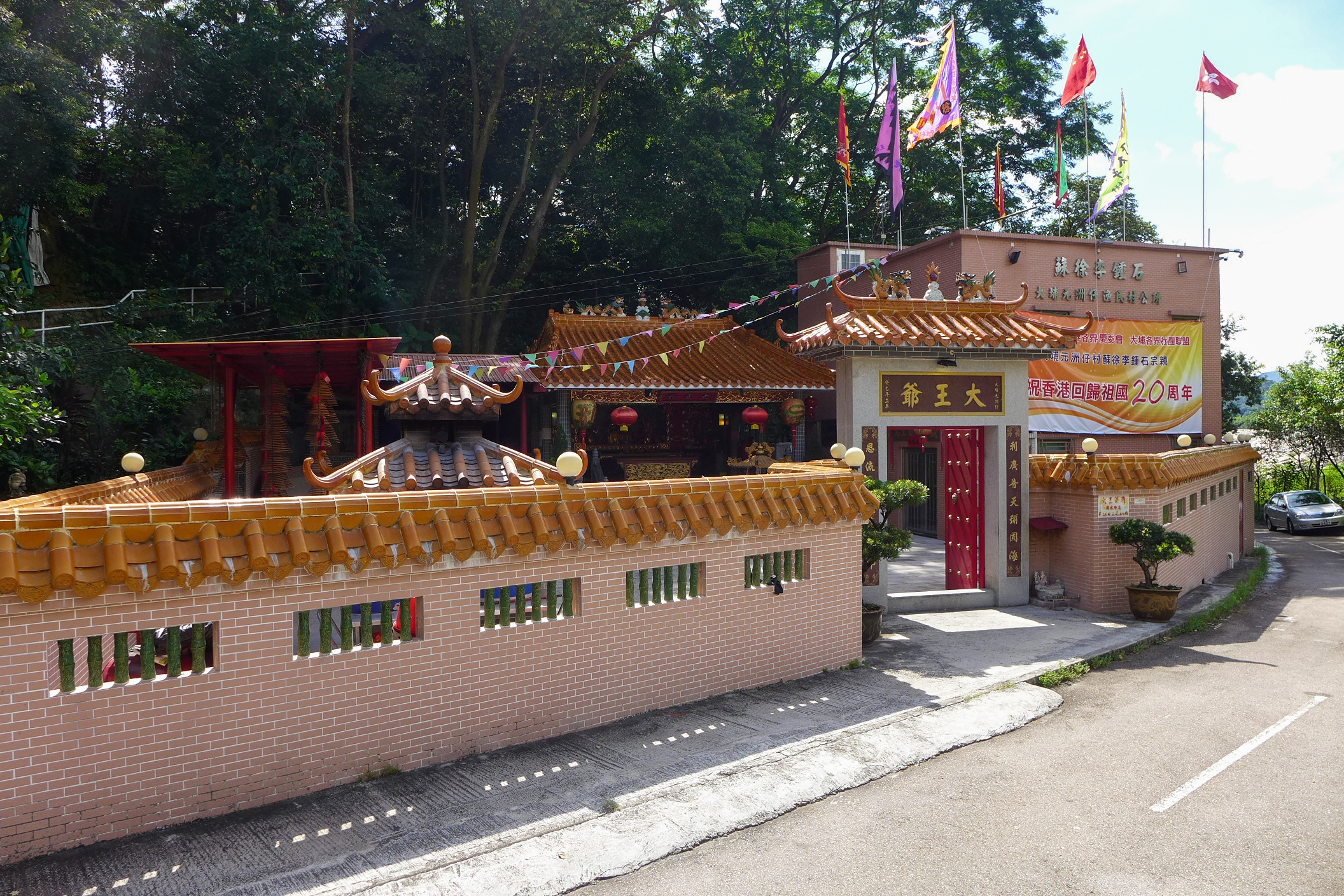
大王爺廟